# Daniel Flender
Daniel Flender SJ (* 2. Januar 1665 in Siegen; † 15. September 1723) war ein deutscher Jesuit und Theologe.

## Leben
Nach Absolvierung seines Noviziats trat Flender am 11. Juli 1685 in den Jesuitenorden ein und wurde am 29. September 1686 unter Nr. 8738 an der Universität Würzburg immatrikuliert. Flender stand den niederen Schulen in Fulda und Würzburg vor und widmete sich in Olmütz den theologischen Disziplinen, in Fulda und Würzburg der Philosophie. 
Von 1703 bis 1709 lehrte er an den Universitäten Bamberg und Heidelberg, gegen 1711 in Würzburg („in Academia huiate“) Theologie. Von 1712 bis 1716 in Bamberg war er Professor des kanonischen Rechts und ab 1721 wirkte er in Würzburg als Professor der Moraltheologie.

## Werke (Auswahl)
- Orbis Academici Athenaea thesibus Philosophicis annexa. Würzburg 1703.
- Theses es diversis juris Canonici materii. Bamberg 1713–16.
- Theses theologicae speculativo-practicae de Justitia. Würzburg 1711.